# Nucleosinteză stelară
În fizică, nucleosinteza este procesul de creare a noi tipuri de nuclee atomice. În astrofizică, nucleosinteza este procesul de creare a noi tipuri de nuclee de elemente chimice ca urmare a reacțiilor termonucleare care au avut loc de la 3 până la 15 minute după Big Bang și care au loc încă în interiorul stelelor.